# Housni Thaoubani
Housni Thaoubani (arabisch حسني•ثوباني, geb. 15. Juni 1996) ist ein komorischer Judoka.
Er trat mit einer Wildcard bei den Olympischen Sommerspielen 2020 in Tokio an. Er kämpfte im Halbmittelgewicht und schied nach seinem ersten Kampf in der ersten Runde aus.